# Unnao
Unnao è una suddivisione dell'India, classificata come municipal board, di 144.917 abitanti, capoluogo del distretto di Unnao, nello stato federato dell'Uttar Pradesh. In base al numero di abitanti la città rientra nella classe I (da 100.000 persone in su).

## Geografia fisica
La città è situata a 26° 31' 60 N e 80° 30' 0 E e ha un'altitudine di 126 m s.l.m..

## Società

### Evoluzione demografica
Al censimento del 2001 la popolazione di Unnao assommava a 144.917 persone, delle quali 76.474 maschi e 68.443 femmine. I bambini di età inferiore o uguale ai sei anni assommavano a 18.404, dei quali 9.704 maschi e 8.700 femmine. Infine, coloro che erano in grado di saper almeno leggere e scrivere erano 98.578, dei quali 55.420 maschi e 43.158 femmine.